# Peter Kurzeck
Peter Kurzeck (10 de junio de 1943, Tachau, † 25 de noviembre de 2013, Frankfurt) fue un escritor alemán.

## Biografía
Peter Kurzeck fue el autor de novelas y narraciones altamente autobiográficas en las que la vida en la provincia de Hesse y en Frankfurt, así como la sociedad de la República Federal de Alemania se describen en detalle, sin centrarse en la acción. Las técnicas utilizadas por Kurzck a veces recuerdan a autores como James Joyce , Arno Schmidt o Uwe Johnson. En el centro de su ambición literaria estaba la memoria o la preservación del tiempo vivido. Kurzeck era miembro del Pen Club de Alemania .
Desde mediados de la década de 1990, Kurzeck trabajó en un proyecto de novela autobiográfica de varios volúmenes siempre en la ciudad de Frankfurt en 1984. La novela más célebre, Sobre hielo (1997), es parte de esta crónica de un solo año en la vida de un escritor. 
Además del Premio Alfred Döblin otorgado por Günter Grass y otros prestigiosos premios, Kurzeck recibió el Premio Joseph Breitbach en 1994. Desde julio de 2014, hay un lugar que lleva el nombre de Peter Kurzeck en Staufenberg.

## Honores
- 1988: Premio de Literatura del distrito Gießen
- 1989: Beca Künstlerhaus Edenkoben
- 1989: Premio de arte de la ciudad de Cloppenburg
- 1991: Premio Alfred Döblin
- 1992: Beca Künstlerhof Schreyahn
- 1994: Premio Joseph Breitbach del Ministerio de Cultura y Educación
- 1995: obsequio honorífico de Kester Haeusler de la Fundación alemana Schiller
- 1999: Gran Premio de la Academia de Bellas Artes de Baviera
- 2000: Premio Hans Erich Nossack
- 2004: Premio de la Literaturhäuser
- 2004: Premio de Literatura Kranichsteiner
- 2006: Premio George Konell de la capital del estado Wiesbaden
- 2007: Premio Georg Christoph Lichtenberg
- 2007: Beca Calwer Hermann Hesse
- 2008: Placa Goethe de la ciudad de Frankfurt am Main
- 2008: beca Moldavia
- 2009: "Audiolibro del año 2008"
- 2010: Premio Robert Gernhardt por su proyecto de novela Eva , el quinto volumen de su crónica autobiográfica El viejo siglo
- 2011: ciudadano honorario de la ciudad Staufenberg
- 2011: Premio Grimmelshausen
- 2011: Premio Werner Bergengruen
- 2013: Gran Premio Cultural Sudete Alemán
- 2014: La plaza frente a la antigua escuela Staufenberg fue nombrada como Peter-Kurzeck-Platz

## Obra
- La nuez frente a la tienda donde compras tu pan. Stroemfeld / Red Star, Basilea / Fráncfort del Meno 1979, ISBN 3-87877-127-4 .
- El libro negro Stroemfeld / Red Star, Basilea / Frankfurt am Main 1982, ISBN 3-87877-171-1 .
- No hay primavera Stroemfeld / Red Star, Basilea / Fráncfort del Meno 1987, ISBN 3-87877-274-2 . Reimpresión extendida 2007, ISBN 978-3-87877-857-8 .
- Nadie muere Stroemfeld / Red Star, Basilea / Fráncfort del Meno 1990, ISBN 3-87877-324-2 .
- El distrito de mi estación. Stroemfeld / Red Star, Basilea / Frankfurt am Main 1991, ISBN 3-87877-385-4 .
- Antes de las noticias de la tarde. Wunderhorn, Heidelberg 1996, ISBN 3-88423-108-1 .
- Ciclo romance "El siglo viejo"
- Sobre hielo Stroemfeld / Red Star, Basilea / Frankfurt am Main 1997, ISBN 3-87877-580-6 .
- Como invitado Stroemfeld / Red Star, Basilea / Frankfurt am Main 2003, ISBN 3-87877-825-2 .
- Una piedra de cerezo en marzo. Stroemfeld / Red Star, Frankfurt am Main / Basilea 2004, ISBN 3-87877-935-6 .
- Octubre y quienes somos. Stroemfeld / Red Star, Frankfurt am Main / Basilea 2007, ISBN 978-3-87877-053-4 .
- Eva. Stroemfeld / Red Star, Frankfurt am Main / Basilea 2011, ISBN 978-3-86600-079-7 .
- Hasta que él venga. Stroemfeld / Red Star, Frankfurt am Main / Basilea 2015, ISBN 978-386600-090-2 .
- El verano anterior y el verano anterior. Schöffling & Co., Frankfurt am Main 2019, ISBN 978-3-89561-692-1 .

Radio juegos y audiolibros
- ¿No viene un circo al pueblo? (Radio play, HR 1987), salón Edition Literarischer en la editorial Focus , en 1987.
- El paseo del domingo. (Radio play, HR 1992).
- Silla, mesa, lámpara. supuestos, Colonia 2004. (CD de audiolibros).
- Un verano que se queda. Peter Kurzeck le cuenta al pueblo su infancia. Concepto y dirección: Klaus Sander. Narrador: Peter Kurzeck. Berlín 2007. (caja de 4 CD).
- Peter Kurzeck lee de "Kein Frühling". Stroemfeld Verlag, Frankfurt am Main 2007. (Audiolibro, 4 CD).
- Peter Kurzeck lee "Octubre y quiénes somos". Stroemfeld Verlag, Frankfurt am Main 2008. (Audiolibro, 7 CD).
- Ahí está mi tren. Peter Kurzeck dice. Concepto y dirección: Klaus Sander. Narrador: Peter Kurzeck. supuestamente, Berlín 2010, ISBN 978-3-932513-92-3 . (Audio CD).
- Mi corazón salvaje Peter Kurzeck dice. Concepto y dirección: Klaus Sander. Narrador: Peter Kurzeck. supuestamente, Berlín 2011, ISBN 978-3-932513-98-5 . (2 CD de audio).
- "Inesperadamente Marsella", dice Peter Kurzeck. Stroemfeld Verlag, Frankfurt am Main 2012. (Audiolibro, 2 CD).
- Por siempre Peter Kurzeck cuenta su carta. Concepto y dirección: Klaus Sander. Narrador: Peter Kurzeck. supuestamente, Berlín 2016, ISBN 978-3-86385-014-2 . (Audio CD).

Discusiones
- Ralph Schock , "Cuando escribo, no me puede pasar nada". Entrevista con Peter Kurzeck. En: Significado y forma , 5/2011, p. 624-633.